# Râul Rața, Uz
Râul Rața este un curs de apă, afluent al râului Uz. 

## Hărți
- Harta Munții Ciucului  Arhivat în 28 ianuarie 2018, la Wayback Machine.
- Harta Munții Nemira  Arhivat în 14 aprilie 2010, la Wayback Machine.